# Ṣ
Ṣ (kleingeschrieben ṣ) ist ein Buchstabe des lateinischen Schriftsystems. Er bestehend aus einem S mit Unterpunktakzent. In Yoruba wird dieser Buchstabe häufig anstelle des offiziell verwendeten S mit Linie unten (S̩) verwendet, der den IPA-Laut ʃ darstellt. Der Buchstabe wird auch in zahlreichen Transliterationsschemen verwendet, so wird der Buchstabe in IAST für den Laut ʂ (entspricht dem indischen Buchstaben ष/ষ/ષ/ଷ/ஷ/ష/ಷ/ഷ/ෂ) verwendet und in arabischer Umschrift zur Transliteration des ص – ebenso von Semitisten für das entsprechende hebräische צ, wofür auch ts, tz und z geläufig sind.

## Darstellung auf dem Computer
In Unicode belegt das Ṣ die Codepunkte U+1E62 (Großbuchstabe) und U+1E63 (Kleinbuchstabe).
Die HTML-Entitäten lauten &#7778; und &#x1E63; .